# Magdalena Willems-Pisarek
Magdalena Willems-Pisarek (* 1972 in Warschau) ist eine freischaffende Kunstmalerin.

## Leben
Magdalena Willems–Pisarek war 1998 Absolventin mit Dekan-Auszeichnung der Fakultät Malerei der Kunstakademie Warschau. Sie studierte parallel an der Philosophischen Fakultät der Universität Warschau, wo sie 2003 zum Dr. phil. promovierte. Nach dem Studium begann sie als freischaffende Künstlerin zu arbeiten, zuletzt in Wertach. Ihre Arbeitsgebiete sind Freie Malerei, Zeichnung, Grafik.
Bilder der Künstlerin befinden sich in Sammlungen des Landratsamtes Bodenseekreis, des Landratsamtes Unterallgäu, des Landkreises Oberallgäu, von Gemeinden des Landkreises Oberallgäu und der Firma Dachser. 2009 erfolgte ein Ankauf der Sparkasse Allgäu bei der Oberallgäuer Kunstausstellung Die Südliche 2009.

## Ausstellungen
Einzelausstellungen
- Galerie „Aneks“, Warschau, 1998
- Universitätsklub im Palast „Kazimierzowski“, Universität Warschau, 1998
- Alpe Kematsried, Oberjoch (ständig seit 1999)
- Raiffeisenbank Oberallgäu–Süd, Zweigstelle Bad Hindelang, 2003
- Sonthofer Kultur Werkstatt, Sonthofen, 2003
- Galerie und Weinstube „Zur Fischerin“, Lindau, 2003
- Kunst und Philosophie – die zwei Wege ins Zauberland, Kunst
- Besuch im Märchenland – Illustrationen von Magdalena Willems
- Zeichnungen, „Galleria“ in Müßiggengelzunfthaus Kempten, 2004
- Pastellzeichnungen von Magdalena Willems-Pisarek, Kunstausstellung bei „Jochpass Oldtimer Memorial“, Kurhaus Bad Hindelang, 2004
- Die Gefühle, Sonthofer Kultur Werkstatt, 2004/2005
- Zuhören wie das Gras wächst, Kemptener Kunstkabinett 2005
- Leinwand-Leidenschaft-Landschaft, Galerie Altbau, Irsee, 2005
- Ein Malerisches Tagebuch, Galerie’99 im Allgäuer Latschenkiefer-Haus, Fischen im Allgäu, 2005
- Angelus Ridet, Max-Planck-Institut, Martinsried bei München, 2006
- Springender Punkt, Galerie Fuchstal, Fuchstal-Asch, 2006
- Still und Bewegt, Altes Rentamt, Mindelheim, 2007
- Arzt Art Treff, Kunstpraxis Lederle, Kaufbeuren, in Zusammenarbeit mit der Kaufbeurer Künstler-Stiftung, 2007
- Realität ganz privat, Kulturpunkt – Klinikum Kempten-Oberallgäu, 2008
- Magdalena Willems-Pisarek – Bilder, Galerie Dorothea Schrade, Diepoldshofen, 2008

Ausstellungsbeteiligungen
- Internationale Ausstellung in UNESCO-Vertretungen, International Painting Workshop, First International Open University Youth for Evolution, 2. Preis, 1995
- Polnische Tage in Budapest, Repräsentative Ausstellung von Professoren und Schülern der Warschauer Kunstakademie in Budapest, 1996
- Zeichenatelier – S. BAJ und Schüler, Galerie „in spe“, Warschau, 1997
- Zeichenausstellung der Fakultät Malerkunst, Präsidentengalerie, Warschau 1997
- Gesamtpolnische Übersicht von Malerei der Jugend „Promocje’98“, Kunstgalerie in Legnica, 1998
- Diplomausstellung Fakultät Malerkunst, Galerie „Studio“, Warschau, 1998
- Zeichenausstellung, Galerie „Kuchcik“, Warschau, 2001
- Kunst im Refektorium, Museum der Stadt Füssen, 2004
- 21. Schwäbische Grafikausstellung, Senden 2006, 2005
- Schwäbische Künstler in Irsee, 2006
- Heimatbilder, Allgäuer Bergbauernmuseum, Diepolz, 2006
- Gärten (2008), Spuren (2006), Kemptener Kunstkabinett
- Kunstausstellungen im Rahmen der Allgäuer Festwoche, Kempten
- Déjà vu …, Galerie Dorothea Schrade, Diepoldshofen, 2008
- 30. Mittelschwäbische Kunstausstellung Türkheim, 2009
- Sonderausstellung „40 Jahre Bürgerpreis und Thomas-Dachser-Gedenkpreis“, Kunsthalle Kempten, 2009
- Ausstellungen in Atelier I.S, Walhorn, Belgien
- Die Südliche, 2005/2012

## Auszeichnungen
- 2004: Kulturpreis des Landkreises Oberallgäu
- 2005: Thomas-Dachser-Gedenkpreis

## Publikationen
- Teza W.Welscha o modelowej roli sztuki dla współczesnej rzeczywistości i myśli filozoficznej na tle inspiracji późną filozofią L. Wittgesteina. In: Sztuka i Filozofia. Nr. 22–23. Scholar, Warschau 2003.
- Ein Philosoph trifft ein Kind. Ursus, Bad Hindelang 2004, ISBN 3-9809460-1-0.
- Beiträge in Büchern:
  - Sagenhafte Märchen. Von Allgäuer Autoren für Erwachsene. Ursus, Bad Hindelang 2004, ISBN 3-9809460-0-2.
  - Kurze Geschichten von starken Frauen. Allgäuer Autorinnen schreiben. Ursus, Bad Hindelang 2005, ISBN 3-9809460-2-9.
- Malerei und Zeichnung. Magdalena Willems-Pisarek. Katalog. 2007.

## Fernsehen
- Durchs Ostrachtal nach Hindelang. Film von Uli Frantz, Bayerischen Fernsehen, 2007
- Schlemmerreise. Film von Werner Teufl, Bayerischen Fernsehen, 2009